# Wigancice Żytawskie
Wigancice Żytawskie (niem. Weigsdorf) – wieś w Polsce, położona w województwie dolnośląskim, w powiecie zgorzeleckim, w gminie Bogatynia.
Wieś fizycznie nie istnieje od roku 1999, kiedy została zlikwidowana w wyniku rozszerzenia się kopalni Turów, formalnie wieś istnieje.

## Położenie
Wigancice Żytawskie były dużą wsią o długości około 2,5 km, leżąca na Pogórzu Izerskim, na Wyniosłości Działoszyńskiej, na wysokości około 230–280 m n.p.m.

## Podział administracyjny
W latach 1975–1998 miejscowość administracyjnie należała do województwa jeleniogórskiego.